# Патрик Милер
Патрик Милер (енгл. Patrick Miller; Чикаго, Илиноис, 22. мај 1992) амерички је кошаркаш. Игра на позицији плејмејкера, а тренутно наступа за Локомотиву Кубањ.

## Каријера
Милер је колеџ каријеру провео на универзитету Тенеси Стејт од 2010. до 2014. године. Први професионални уговор је потписао у августу 2014. са турским Бешикташем. Већ у јануару 2015. је напустио Бешикташ и прешао у тадашњег турског друголигаша Јешилгиресун. Са њима је остао до краја сезоне и помогао тиму да освоји прво место у другој лиги и обезбеди пласман у Прву лигу Турске. Након тога се вратио у САД и провео две сезоне у НБА развојној лиги. У сезони 2015/16. је играо за Тексас леџендсе, а у наредној сезони је био играч Су Фолс скајфорса. Током лета 2017. играо је у Доминиканској Републици за Леонес де Санто Доминго. Дана 20. септембра 2017. потписао је двогодишњи уговор са Партизаном. Ипак, већ 14. јануара 2018. напустио је београдске црно-беле и потписао за Газијантеп ББ до краја сезоне. У сезони 2018/19. је био играч немачког Ратифоарм Улма.